# Хелот
Хелоти су били Пелопонески Грци који су постали робови под влашћу Спарте.
Први хелоти су били Грци из Месеније, коју је Спарта победила и освојила. Спарта осваја Месинију у рату који је трајао негде око 735. п. н. е. -710. п. н. е.. Поробљени Грци из Месеније чинили су већину хелота. Критија је описао хелоте као „највеће робове“, док су према Полуксу они заузимали статус „између слободних људи и робова“.

## Хелоти су кичма пољопривредне производње Спарте
Хелоти су живели у домаћинству свог газде, али власник хелота је била држава. За разлику од уобичајених робова газде их нису могле ослободити.
Служили су као земљораднички и домаћи робови, а понекад и као војне слуге. Спартанци су обично имали пољопривредне хелоте, тако да су били кичма пољопривредне производње Спарте, која је производила вишкове.

## Страх од огромног броја хелота
Хелота је било много више од Спартанаца, вероватно у много већем омеру него што је био омер робова и слободних људи у осталим грчким полисима. 
Херодот је тврдио да је на сваког Спартанца долазило 7 хелота у бици код Платеје 479. п. н. е., али та бројка се често доводи у сумњу.
Бојећи се побуне Спартанци су се стално припремали да војно скрше било коју побуну. Због истог разлога бојали су се ићи у војне кампање далеко од Спарте. Хелоти су били ритуално малтретирани и понижавани. Спартанци су полагали испит зрелости. Проглашавао би се годишње једном ритуални рат против хелота, па они који полажу испит зрелости треба да убију било кога хелота на кога наиђу ноћу, и припадници Криптеје малтретирани су без страха од верских последица.

## Хелоти у рату
Током рата хелоти би служили као лака пешадија и као веслачи по бродовима. Током Пелопонеског рата борили су се и као тешка пешадија, а хелот који би се истакао у бици, могао је бити ослобођен. Ослобођено је око 2.000 хелота, али су наводно касније убијени.